# Фода, Франко
Франко Фода (нем. Franco Foda; род. 23 апреля 1966, Майнц) — немецкий футболист и футбольный тренер. Выступал на позиции защитника.

## Карьера игрока
Воспитанник футбольного клуба «Визенау Майнц». Позже играл в молодёжных составах клубов «Майнц 05» и «Кайзерслаутерн». Профессиональную карьеру начал в сезоне 1983/84 в «Кайзерслаутерне». Сыграл три матча. Затем Фода выступал в клубах «Арминия» и «Саарбрюккен». В 1987 году Фода вернулся в «Кайзерслаутерн», играл в клубе три последующих сезона. В декабре 1987 года сыграл два матча за сборную ФРГ: против сборных Бразилии (1:1) и Аргентины (0:1).
В 1990 году Фода перешёл в «Байер 04», где стал одним из ключевых игроков защиты. Затем выступал в «Штутгарте», швейцарском «Базеле» и австрийском «Штурме». В 2001 году завершил карьеру игрока, когда ему было 35 лет.

## Карьера тренера
Тренерскую карьеру Фода начал с должности помощника тренера в «Штурме». С сентября по ноябрь 2002 года временно занимал должность ассистента главного тренера. Затем Фода занимал пост главного тренера до прихода Жильбера Гресса 4 июня 2003 года. Далее Фода стал тренировать дубль. 1 июня 2006 года Фода снова стал главным тренером. Под руководством Фоды «Штурм» выиграл чемпионат Австрии в сезоне 2010/11 и Кубок Австрии в сезоне 2009/10. Фода покинул пост главного тренера 12 апреля 2012 года после того, как «Штурм» вылетел с Кубка Австрии.
22 мая 2012 года Фода был назначен главным тренером «Кайзерслаутерна», который только что оказался во втором дивизионе после двух сезонов в Первой Бундеслиге. 29 августа 2013 года Фода был уволен с поста главного тренера.
30 сентября 2014 года Фода вернулся на пост главного тренера в «Штурм», в котором проработал 3 года.
В октябре 2017 года стал главным тренером сборной Австрии.

## Статистика тренера
| Клуб           | Начало работы    | Завершение работы | Показатели | Показатели | Показатели | Показатели | Показатели | Показатели                                |
| Клуб           | Начало работы    | Завершение работы | И          | В          | Н          | П          | % побед    | Прим                                      |
| -------------- | ---------------- | ----------------- | ---------- | ---------- | ---------- | ---------- | ---------- | ----------------------------------------- |
| Штурм          | 20 сентября 2002 | 4 июня 2003       | 33         | 13         | 4          | 16         | 039,39     | [ 14 ]                                    |
| Штурм II       | 4 июня 2003      | 1 июня 2006       | 93         | 34         | 24         | 35         | 036,56     |                                           |
| Штурм          | 1 июня 2006      | 12 апреля 2012    | 258        | 117        | 65         | 76         | 045,35     | [ 15 ] [ 16 ] [ 17 ] [ 18 ] [ 19 ] [ 20 ] |
| Кайзерслаутерн | 22 мая 2012      | 29 августа 2013   | 44         | 20         | 13         | 11         | 045,45     | [ 21 ] [ 22 ]                             |
| Штурм          | 30 сентября 2014 | 31 декабря 2017   | 137        | 64         | 30         | 43         | 046,72     |                                           |
| Австрия        | 14 ноября 2017   | настоящее время   | 8          | 6          | 0          | 2          | 075,00     |                                           |
| Всего          | Всего            | Всего             | 573        | 254        | 136        | 183        | 044,33     |                                           |

### Матчи Сборной Австрии под руководством Франко Фоды
| №   | Дата             | Оппонент             | Место      | Счёт | Соревнование         | Комментарий                                            |
| --- | ---------------- | -------------------- | ---------- | ---- | -------------------- | ------------------------------------------------------ |
| 762 | 14 ноября 2017   | Уругвай              | Вена       | 2:1  | Товарищеский матч    | Исполняющий обязанности, также главный тренер «Штурма» |
| 763 | 23 марта 2018    | Словения             | Клагенфурт | 3:0  | Товарищеский матч    |                                                        |
| 764 | 27 марта 2018    | Люксембург           | Люксембург | 4:0  | Товарищеский матч    |                                                        |
| 765 | 30 мая 2018      | Россия               | Инсбрук    | 1:0  | Товарищеский матч    |                                                        |
| 766 | 2 июня 2018      | Германия             | Клагенфурт | 2:1  | Товарищеский матч    | первая победа над сборной Германии с 1986 года         |
| 767 | 10 июня 2018     | Бразилия             | Вена       | 0:3  | Товарищеский матч    |                                                        |
| 768 | 6 сентября 2018  | Швеция               | Вена       | 2:0  | Товарищеский матч    |                                                        |
| 769 | 11 сентября 2018 | Босния и Герцеговина | Зеница     | 0:1  | Лига наций 2018/2019 |                                                        |

Итого: матчей: 8 ; победы: 6, ничьи: 0, поражения: 2.

## Достижения

### Как игрок
«Кайзерслаутерн»
- Обладатель Кубка Германии: 1989/90[23]

«Байер 04»
- Обладатель Кубка Германии: 1992/93[23]

«Штурм»
- Чемпион Австрийской Бундеслиги: 1997/98[23], 1998/99[23]
- Обладатель Кубка Австрии: 1998/99[24]
- Обладатель Суперкубка Австрии: 1999[25]

### Как тренер
«Штурм»
- Обладатель Кубка Австрии: 2009/10[26]
- Чемпион Австрийской Бундеслиги: 2010/11[26]